# أبوت بارنز رايس
أبوت بارنز رايس (بالإنجليزية: Abbott Barnes Rice)‏ هو سياسي أمريكي، ولد في 17 أبريل 1862 في الولايات المتحدة، وتوفي في 10 أكتوبر 1926 في نفس البلد. انتخب عضو مجلس نواب ماساتشوستس.